# Luís Simões
Pour les articles homonymes, voir Simões (homonymie).
Luís Simões, de son nom complet Luís António Mourão Simões, est un footballeur portugais né le 2 janvier 1961 à Tomar et mort le 19 octobre 2021. Il jouait principalement au poste de milieu de terrain.

## Biographie
Luís Simões commence sa carrière au U. Tomar en 1979. Il joue ensuite pour plusieurs clubs portugais, notamment le CD Montijo, Benfica et le SC Beira-Mar.
Son passage au Benfica en 1985–1986 marque une étape importante de sa carrière, bien qu'il ne dispute que quatre matchs. Il devient ensuite un joueur clé pour le SC Beira-Mar (1987–1990) avec 52 apparitions et deux buts.
Après des passages à l'UD Leiria et au GD Mealhada, il termine sa carrière professionnelle au Fermentelos en 2001.
Au total, il dispute 44 matchs en première division portugaise pour un but inscrit durant sa carrière.